# サンタントーニオ・ディ・ガッルーラ
サンタントーニオ・ディ・ガッルーラ（イタリア語: Sant'Antonio di Gallura）は、イタリア共和国サルデーニャ自治州サッサリ県にある、人口約1,500人の基礎自治体（コムーネ）。

## 地理

### 位置・広がり

#### 隣接コムーネ
隣接するコムーネは以下の通り。
- アルツァケーナ
- カランジャーヌス
- ルーラス
- オルビア
- テルティ